# Улашківські сосни
Ула́шківські со́сни — ботанічна пам'ятка природи місцевого значення в Україні. Розташована в межах Чортківського району Тернопільської області, біля північної околиці села Улашківці. 
Площа — 5 га. Утворена рішенням Тернопільської обласної ради від 15 грудня 2011 року. Перебуває у віданні ДП «Чортківське лісове господарство» (Улашківське лісництво, кв. 96, вид. 11). 
Мета створення — охорона та збереження популяцій сосни чорної (австрійської), яка є екзотом на території як Тернопільщини, так і всього Поділля.